# El senyor Perramon
El senyor Perramon és una adaptació lliure, en dues parts i sis quadres, de l'obra L'avar de Molière, feta per Josep Maria de Sagarra i estrenada la vetlla del 27 de gener de 1960, al Teatre Candilejas de Barcelona. L'adaptació va ser feta a petició de l'actor Joan Capri al mateix Sagarra.

## Repartiment de l'estrena
- Valeri: Jordi Serrat
- Isabel: Josefina Güell
- Climent: Josep Maria Domènech
- La Fletxa: Narcís Ribas
- Senyor Perramon: Joan Capri
- Mestre Simó: Joan Estivill
- Carmeta: Emília Baró
- Mestre Jaume: Lluís Torner
- Marianna: Coralina Colom
- Comissari: Joan Estivill
- Senyor Ranalies: Lluís Teixidor

La direcció escènica va ser a càrrec d'Antoni Chic.

## L'estrena del Romea
El Teatre Romea feu una reposició de l'obra l'any 2007, amb direcció de Joan Anton Rechi, i protagonitzada per Boris Ruiz en el paper de Senyor Perramon. La resta del repartiment foren: Ivan Benet, Xavier Capdet, Ramon Enrich, Susana Garachan, Miquel Gelabert, Enric Llort, Mónica Marcos, Carme Poll i Òscar Rabadan.